# Chaetocnema aridula
Chaetocnema aridula är en skalbaggsart som först beskrevs av Leonard Gyllenhaal 1827.  Chaetocnema aridula ingår i släktet Chaetocnema, och familjen bladbaggar. Arten är reproducerande i Sverige.

## Bildgalleri

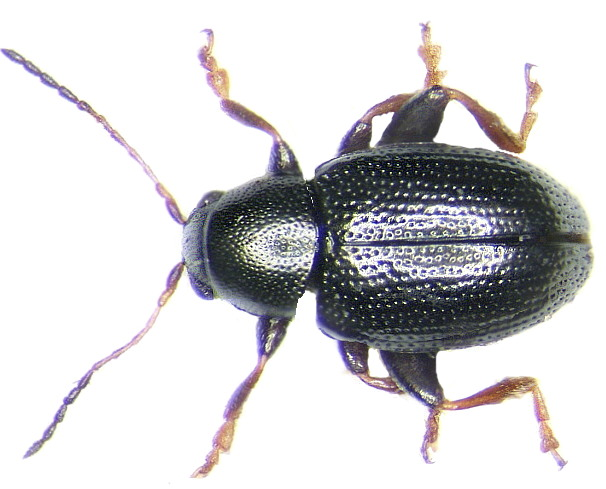